# Gemma New

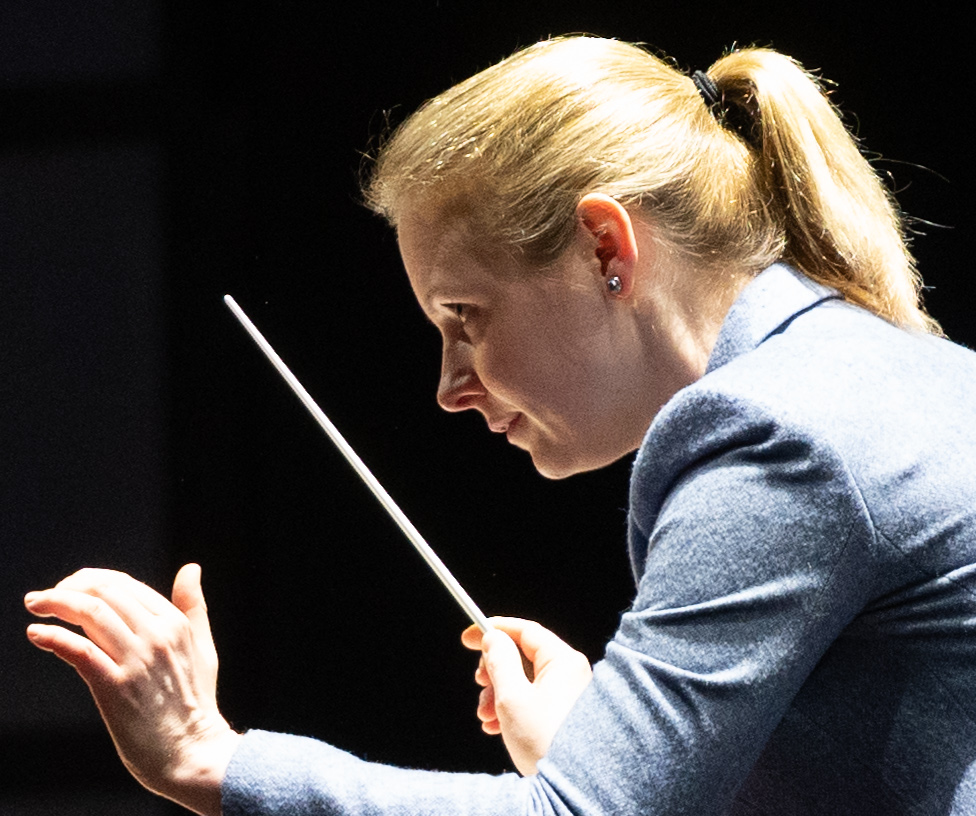
Gemma New, 2020

Gemma Elizabeth New ONZM (* 27. Dezember 1986 in Wellington, Neuseeland) ist eine neuseeländische Dirigentin und Komponistin. Derzeit ist sie Chefdirigentin des New Zealand Symphony Orchestra.

## Kindheit und Studium
New wurde in eine musikalische Familie hineingeboren und begann im Alter von 5 Jahren mit Geigen- und im Alter von 8 Jahren mit Klavierunterricht. Im Alter von 12 Jahren spielte sie bereits in einem Jugendorchester in Wellington.  Als Teenager leitete sie das Christchurch Youth Orchestra. Sie besuchte die Samuel Marsden Collegiate School in Karori, Wellington, von 1991 bis 2004.
New studierte Physik, Mathematik und Musik an der University of Canterbury, die sie mit einem Abschluss in Musikwissenschaften verließ. Später erwarb sie einen weiteren Hochschulabschluss in Musikwissenschaften am Peabody Institute in Baltimore, Maryland, USA.

## Karriere
New gründete und leitete das Lunar Ensemble aus Maryland, mit dem sie 26 Kompositionen uraufgeführt hat. Von 2011 bis 2016 war sie Assistenzdirigentin des New Jersey Symphony Orchestra. In der Saison 2014–2015 war sie Dudamel Conducting Fellow beim Los Angeles Philharmonic Orchestra. Im Jahr 2014 war sie Felix Mendelssohn-Bartholdy-Stipendiatin, studierte bei Kurt Masur in Leipzig und leitete das Leipziger Symphonieorchester.
Im Mai 2015 ernannte das Hamilton Philharmonic Orchestra (HPO) New zur nächsten Musikdirektorin. Ihr erster Auftritt in diesem Amt war im Februar 2016. Ihr Vertrag wurde zweimal verlängert. New beendete ihre Tätigkeit beim HPO am Ende der Spielzeit 2023–2024.
Im Juni 2016 wurde New zur Chefdirigentin des Saint Louis Symphony Orchestra (SLSO) und zur Musikdirektorin des Saint Louis Symphony Youth Orchestra ernannt. Im September 2018 leitete New als erste Dirigentin die Eröffnungskonzerte der Saison 2018–2019 des SLSO. Mit dem Ende der Saison 2019–2020 trat sie von ihren Ämtern in St. Louis zurück. Im Oktober 2018 gab das Dallas Symphony Orchestra die Ernennung von New zur nächsten Ersten Gastdirigentin bekannt. Sie hatte diese Position bis zur Saison 2022–2023 inne.
Das New Zealand Symphony Orchestra (NZSO) hat New 2022 als erste künstlerische Beraterin und Chefdirigentin ernannt.

## Preise und Auszeichnungen
- 2021: Sir Georg Solti Conducting Award der Solti Foundation U.S.[17]

- 2024: Ernennung zum Officer of the New Zealand Order of Merit im Rahmen der „King's Birthday Honours 2024“[18]